# Палаццо Венеция
Палаццо Венеция, или дворец Венеции в Риме (итал. Palazzo Venezia di Roma) — бывшее представительство Венецианской республики при Апостольском престоле в Риме. Здание расположено на Пьяцца Венеция к северу от Капитолийского холма.

## История
Когда в 1440 году венецианец Пьетро Барбо, племянник Папы Евгения IV, был назначен кардиналом он приобрёл небольшой дом близ Капитолийского холма. В 1455 году кардинал начал перестраивать свой дом, а когда в 1464 году П. Барбо стал Папой под именем Павла II, то решил переработать проект и превратить дом в большое палаццо достойное своего нового положения. Вначале дворец назывался «Сан-Марко» (название Палаццо Венеция появилось позднее). В Палаццо встроена старинная церковь Сан-Марко, освящённая в честь покровителя города Венеция Святого апостола Марка и расширенная в 1455—1471 годах.
Папа Павел II не был гуманистом и не поддерживал учёных риторов и поэтов Римской академии, восторгавшихся античностью, но он был коллекционером-нумизматом и в своём новом дворце собрал большую коллекцию произведений искусства, античных гемм и старинных манускриптов. Его коллекции позднее обогатили собрания Ватиканских музеев.
Строительство дворца было закончено после смерти Барбо в 1471 году. Здание многократно перестраивали новые хозяева, Папы римские от Александра VI до Клемента VIII. В 1494—1495 годах во время итальянского похода для завоевания Неаполитанского королевства во дворце останавливался французский король Карл VIII. В 1564 году Папа Пий IV разрешил послам Венецианской республики занять часть пустующего дворца, отчего и возникло его позднейшее название.
После перехода Венеции под власть Наполеона Бонапарта, в 1797 году палаццо было передано Габсбургам в качестве резиденции австрийского посла в Папской области, а затем в Италии. С 1867 года в здании размещалось посольство Австро-Венгерской империи при Святом Престоле. В 1916 году в ответ на бомбардировку Венеции со стороны армии Габсбургов дворец перешёл к итальянскому государству.
В 1906 году итальянское правительство решило расчистить площадь перед Витториано: монументом королю Виктору Эммануилу II, многие постройки были снесены, башню Палаццо Венеция перенесли в другую оконечность дворца, а для Генерального консульства Венеции по проекту архитектора Джузеппе Саккони при участии Камилло Пиструччи и других архитекторов построили новое здание (Palazzo delle Assicurazioni Generali di Venezia) в неоренессансном стиле напротив Палаццо Венеция с точно такой же квадратной башней. В результате Площадь Венеции (Piazza Venezia) оказалась обрамлённой двумя симметричными по композиции (но различающимися по стилю) зданиями. Это было новшеством в градостроительном искусстве Италии того времени.
16 сентября 1929 года на первом этаже Палаццо Венеция разместил свой рабочий кабинет премьер-министр Италии Бенито Муссолини. С балкона дворца Муссолини выступал в 1940 году, объявив войну Франции и Великобритании, вовлекая тем самым Италию во Вторую мировую войну.
Палаццо Венеция реставрировали в 1923 и 1936 годах. В настоящее время в здании располагаются Национальный музей Палаццо Венеция, учреждения Национального института археологии и истории искусства (INASA), библиотека Национального института археологии и истории искусства.
С декабря 2014 года в Палаццо Венеция находится региональный Центр музеев Лацио (Polo museale del Lazio) Министерства культурного наследия. С декабря 2019 года: Дирекция региональных музеев, объединившая Национальный музей Палаццо Венеция и Витториано (Центральный музей Рисорджименто).

## Архитектура
Дворец представляет собой типично средневековое здание с элементами архитектуры Ренессанса. Построено из красного кирпича с деталями из травертина, который брали из руин Колизея и Театра Марцелла. Машикули и зубцы карниза связывают здание с традициями итальянского средневековья. Переплёты окон второго этажа напоминают гвельфский крест (удлинённый латинский крест — одну из эмблем партии гвельфов).
В палаццо оказались встроенными средневековая башня и древняя базилика Сан-Марко. Здание неоднократно перестраивали. Авторство проекта нового дворца, представляющего собой одно ранних гражданских зданий Рима эпохи Возрождения, до настоящего времени не определено. По одной из версий проект принадлежал Леону Баттисте Альберти, по другой — Джулиано да Майано, по иным предположениям — Бернардо Росселлино. Наиболее убедительной считают версию о проекте Франческо дель Борго.
Франческо дель Борго приписывают двухъярусную лоджию на фасаде церкви Сан-Марко. «Аркада по колоннам» в малом внутреннем дворе (Il cortile del Palazzetto) есть не что иное, как типично ренессансное переосмысление классической ордерной системы. В контраст этому лоджия главного двора (Сortile principale, 1465) просто копирует «римскую архитектурную ячейку» Колизея, который находится неподалёку. В этой архитектурной перекличке исследователи видят влияние Л. Б. Альберти. Столь изящная цитата выдаёт руку большого мастера, каковым был именно Альберти.
Своды вестибюля с лаквеариями (кессонами) восходят к традициям купола Пантеона и сводов базилики Максенция на Римском форуме. Главная лестница с аркадами и крестовыми распалубками также говорит о работе большого мастера, возможно, Л. Б. Альберти либо Франческо дель Борго. Однако договор на строительство 1466 года, подписанный Папой Павлом II, был заключён с резчиком по мрамору и скульптором Якопо да Пьетрасанта. Большую роль в строительстве здания играли «магистри комачини», или «комаски» (так называли мастеров Северной Италии, с берегов о. Комо, и из тессинского кантона Швейцарии) во главе с Манфредо ди Антонио ди Комо. Рядом с ними работали Мео дель Каприно из Флоренции и Нуччо де Рисис ди Нарни.

## Мадоннелла ди Сан-Марко
В северо-восточном углу здания в 1911 году была устроена капелла с почитаемой чудотворной иконой Мадонны, называемой Мадоннеллой ди Сан-Марко, или делле Грацие (Милостивой), написанной Бернардино Гальярди из Читта ди Кастелло в середине XVII века. Первый алтарь капеллы был оформлен в 1669 году.
В 1909 году при расширении Площади Венеции половина двора Палаццо Венеция была разобрана и восстановлена с изменениями южнее, образовав два симметричных корпуса. Работами по сносу, созданию нового южного фасада старого палаццо и строительству нового корпуса вёл архитектор Камилло Пиструччи. В новый дворец была перенесена и Капелла Пресвятой Девы (Cappella della Beata Vergine), интерьер которой полностью воспроизводил первоначальный.
Между 1910 и 1913 годами К. Пиструччи внёс некоторые изменения, включая модификацию лестницы, которая впоследствии, в 1924—1930 годах была перестроена в стиле неоренессанса Луиджи Марангони.

## Национальный музей Палаццо Венеция
В музее Палаццо Венеция можно увидеть обширную экспозицию произведений средневекового искусства из коллекции учёного монаха-иезуита А. Кирхера. Кроме этого — изделия античной керамики, расписной майолики из Орвието, византийские эмали, изделия из золота и серебра. В отдельном зале представлены произведения живописи художников итальянского проторенессанса сиенской и флорентийской школ из коллекции герцога Джулио Стербини. В музее имеется большое собрание статуэток из бронзы, художественного фарфора, терракотовые скульптуры Дж. Л. Бернини.

## Галерея
- Палацетто Сан-Марко. Гравюра Дж. Вази. 1756
- "Аркада по колоннам" Палацетто
- Лоджия Главного двора Палаццо Венеция
- Кессонный свод вестибюля
- Главная лестница Палаццо Венеция
- Капелла Мадоннелла ди Сан-Марко